# Lycksele
Lycksele ( PRONÚNCIA/) é uma cidade da província histórica da Lapônia, no Norte da Suécia.
É a sede do município de Lycksele, pertencente ao condado de Västerbotten.
Possui 7,27 quilômetros quadrados e segundo censo de 2018, havia 8 572 habitantes.                                       Está situada a 120 km a noroeste da cidade de Umeå.

## História
Lycksele é a localidade principal do Sul da Lapónia desde o século XVII. Em 1884 recebeu o estatuto de cidade-município (’’municipalsamhälle’’) e em 1900 ascendeu a vila (’’köping’’). Em 1946, foi a primeira localidade da Lapônia a receber o título de cidade (’’stadsprivilegier’’). Tem tido um desenvolvimento dinâmico baseado na indústria florestal, comércio e serviços para a área circundante.

## Comunicações
A cidade de Lycksele é atravessada pela estrada europeia E12 (Storuman-Umeå), e tem ligação ferroviária com Umeå e Luleå.                                                                                                       Dispõe do aeroporto de Lycksele (’’Lycksele flygplats’’) a 6 km da cidade.